# Dejan Govedarica
Dejan Govedarica (Servisch: Дејан Говедарица) (Zrenjanin, 2 oktober 1969) is een Servische ex-voetballer, die op het middenveld speelde. In 2005 is Govedarica gestopt met voetballen, tegenwoordig is hij voetbalcoach.

## Carrière

### Servië
Govedarica begon zijn carrière in zijn geboorteplaats in het seizoen 1989/90, bij FK Proleter Zrenjanin. Deze club speelde toentertijd in de 2e divisie, maar wist in het eerste seizoen van Govedarica kampioen te worden en men proveerde naar de Meridian Superliga. Govedarica speelde in totaal drie seizoenen voor FK Proleter. De vijfde plaats in de Superliga was het beste resultaat in de hoogste klasse in de historie van FK Proleter, deze plaats werd gehaald in het laatste seizoen van Govedarica bij de club.
In de zomer van 1992 vertrok de middenvelder naar FK Vojvodina Novi Sad, een van de oudste club van het land. Govedarica kende een goede periode in Novi Sad, hij was seizoenenlang basisspeler en pikte zijn goals mee. Zijn club was ieder jaar terug te vinden in de suptop van de Superliga en was een lastige opponent voor bijvoorbeeld Partizan Belgrado en Rode Ster Belgrado.

### Nederland en Italië
Tijdens de winterstop van seizoen 1995/96 maakte Govedarica de overstap naar de Eredivisie. Hij tekende een meerjarig contract bij FC Volendam, nadat een proefperiode bij PSV Eindhoven op niets uitliep. De middenvelder werd een gewaardeerde basisspeler bij de Volendammers. Halverwege het seizoen 1997/98 maakte Govedarica een korte uitstap naar het Italiaanse US Lecce, spelende in de Serie B.
Na een half jaar keerde de Serviër weer terug naar Nederland, waar hij vier seizoenen voor RKC Waalwijk uitkwam. Ook hier was de Govedarica een basisspeler en de club had haar beste periode in haar bestaan, met een zevende plaats in seizoen 2001/01 als beste resultaat. In de zomer van 2002 tekende Govedarica een tweejarig contract bij N.E.C., zijn derde club in Nederland. In zijn eerste seizoen in Nijmegen, plaatste de middenvelder zich met zijn club voor de UEFA Cup door vijfde te worden in de Nederlandse competitie. Het volgende seizoen werd in de eerste ronde van de UEFA Cup verloren van Wisła Kraków en eindigde de club in de Nederlandse competitie onder in de middenmoot.

### Terug naar Servië
In de zomer van 2004 besloot Govedarica terug te keren naar Servië. Hij speelde nog één jaar voor zijn oude club FK Vojvodina Novi Sad. Na dit seizoen besloot de Serviër in 2005 zijn actieve carrière te beëindigen.

## Nationaal Elftal
Govedarica maakte in 1994 zijn debuut voor het nationale elftal van Joegoslavië. Hij was actief op de
het WK van 1998 en het EK van 2000. Tijdens beide toernooien werd Joegoslavië in de 2e ronde uitgeschakeld, beide keren was het Nederlands elftal de tegenstander. In totaal kwam Govedarica bijna dertig keer uit voor het nationale team, hij scoorde twee interland doelpunten.

## Clubstatistieken
| seizoen | club                  | land                 | competitie         | duels | goals |
| ------- | --------------------- | -------------------- | ------------------ | ----- | ----- |
| 1989/90 | FK Proleter Zrenjanin | Joegoslavië          | Prva Liga          | 17    | 1     |
| 1990/91 | FK Proleter Zrenjanin | Joegoslavië          | Meridian Superliga | 29    | 6     |
| 1991/92 | FK Proleter Zrenjanin | Joegoslavië          | Meridian Superliga | 29    | 9     |
| 1992/93 | FK Vojvodina Novi Sad | Joegoslavië          | Meridian Superliga | 21    | 4     |
| 1993/94 | FK Vojvodina Novi Sad | Joegoslavië          | Meridian Superliga | 23    | 6     |
| 1994/95 | FK Vojvodina Novi Sad | Joegoslavië          | Meridian Superliga | 32    | 6     |
| 1995/96 | FK Vojvodina Novi Sad | Joegoslavië          | Meridian Superliga | 14    | 7     |
| 1995/96 | FC Volendam           | Nederland            | Eredivisie         | 12    | 2     |
| 1996/97 | FC Volendam           | Nederland            | Eredivisie         | 24    | 6     |
| 1997/98 | FC Volendam           | Nederland            | Eredivisie         | 1     | 0     |
| 1997/98 | US Lecce              | Italië               | Serie B            | 21    | 1     |
| 1998/99 | RKC Waalwijk          | Nederland            | Eredivisie         | 18    | 3     |
| 1999/00 | RKC Waalwijk          | Nederland            | Eredivisie         | 29    | 1     |
| 2000/01 | RKC Waalwijk          | Nederland            | Eredivisie         | 2     | 0     |
| 2001/02 | RKC Waalwijk          | Nederland            | Eredivisie         | 29    | 3     |
| 2002/03 | N.E.C.                | Nederland            | Eredivisie         | 33    | 1     |
| 2003/04 | N.E.C.                | Nederland            | Eredivisie         | 23    | 1     |
| 2004/05 | FK Vojvodina Novi Sad | Servië en Montenegro | Meridian Superliga | 14    | 1     |
| Totaal  | Totaal                | Totaal               | Totaal             | 371   | 58    |

## Erelijst
- Kampioen Prva Liga: 1990

## Trainer
In 2006 werd Govedarica benoemd tot assistent-bondscoach van de Servisch voetbalelftal onder 21. Dit team haalde in juni 2007 de finale van het Europees kampioenschap. Daarmee kwalificeerde het team zich tevens voor de Olympische Spelen in 2008, waar Govedarica ook als assistent fungeerde. In februari 2011 werd hij aangesteld als bondscoach van de nationale U19-ploeg van Servië